# 凱登絲勇闖海拉魯
《凯登丝勇闯海拉鲁：死灵舞师地牢 塞尔达传说 合作巨献》（又译作）是一款Roguelike节奏游戏，由Brace Yourself Games为任天堂Switch开发。该游戏是《节奏地牢》和《塞尔达传说系列》的跨界合作作品。游戏在2019年6月正式发布。

## 故事
某天，凱登絲在某種力量的驅使下來到了海拉魯大地。初來海拉魯大地的凱登絲，遇到了妖精托里爾並在其指導下，喚醒被施加詛咒的林克和塞尔达公主一同拯救海拉魯王國。

## 游戏玩法
《凱登絲勇闖海拉魯》是一款结合了《节奏地牢》和塞尔达传说系列的Roguelike节奏游戏。 游戏是以从自上而下的视角进行的。 玩家可以控制《节奏地牢》的主角凱登絲，塞尔达传说系列主角林克，或塞尔达公主。关卡是随机设计的，并有塞尔达传说系列的道具，以及25首塞尔达传说系列音乐的芯片音乐混音。 玩家必须随着音乐的节拍移动和进攻，以控制他们的角色。
除了自上而下的视角，这款游戏的特色在于一个随机改变的世界地图，当玩家的角色失去生命值并重生时会发生变化。某些地图片段（如城镇）是关键点，并将包括特殊的石头，以后可用于快速旅行到这些地区。其他地图部分将包括地下城，这些地下城沿用了《节奏地牢》中使用的地下城，以商店和老板角色为特色。通过探索，玩家可以找到各种关键工具，使玩家能够通过某些障碍；角色失去健康和重生时，这些工具会保留。其他设备的用途有限，一旦死亡就会丢失。玩家寻求通过击败敌人而不受伤害来获得钻石，这些钻石可以在商店中用来解锁可以找到或购买的新装备。

## 开发
《凱登絲勇闖海拉魯》 由Brace Yourself Games开发，《节奏地牢》创造者 Ryan Clark 监制，在任天堂Switch发布。当 Clark 向任天堂请求允许使用塞尔达传说系列内容作为任天堂Switch版的《节奏地牢》的 DLC 时，游戏就开始了开发。Clark 表示，双方对这个想法的兴趣增长「比他们预期的要快」。该项目最终演变成一个新的跨界合作作品。这个项目被描述为节奏地牢系列中的一个新作品，同时也要确保它也是一个塞尔达传说系列的游戏。Clark 表示，由于塞尔达传说系列的作曲以及作为游戏机制的乐器的使用，他很高兴能使用塞尔达传说的原声音乐。尽管任天堂此前曾与规模较大的第三方工作室和出版商（如育碧、Atlus和Capcom）合作过与其知识产权相关的产品，但《凱登絲勇闖海拉魯》是任天堂为数不多的将知识产权出让给一家小型独立开发商的产品之一。
作曲家丹尼·巴拉诺斯基（Danny Baranowsky）提供了包含25首歌曲的原声带，原声带中有几首塞尔达传说中的经典歌曲的混音。 游戏的部分像素艺术由《索尼克狂热》的艺术团队成员制作。
2020年7月，任天堂在其任天堂直面会上公布了游戏的付费追加下载内容，包括了新的音乐曲目、角色和故事章节。

## 发售
在大多数地区，游戏發行工作交由任天堂處理。但在日本，發行工作則交由Spike Chunsoft處理。